# McCain Foods
McCain Foods é uma empresa canadense de alimentação fundada em 1957 pelos irmãos McCain em Florenceville. É a maior produtora de batata pré-frita do mundo, além de outros alimentos congelados.
Com cerca de vinte mil empregados, está distribuída em doze países.